# سیگه فوشت
سیگه فوشت (سوئدی: Sigge Fürst؛ ‏ ۳ نوامبر ۱۹۰۵ – ۱۱ ژوئن ۱۹۸۴) بازیگر، خواننده و مجری اهل سوئد بود. وی بین سال‌های ۱۹۳۱ تا ۱۹۸۱ میلادی فعالیت می‌کرد.
از فیلم‌ها یا برنامه‌های تلویزیونی که وی در آن نقش داشته‌است، می‌توان به بمبی بیت و من، مصائب آنا، شرم، لبخندهای یک شب تابستانی، تابستان با مونیکا، پی‌پی جوراب‌بلنده، و درسی در عشق اشاره کرد.